# Тести Diehard
Тести Diehard - це набір статистичних тестів, для вимірювання якості множини випадкових чисел. Вони були розроблені Джорджем Магсаглією протягом шести років, та вперше опубліковані в 1995-тому на CD-ROM з випадковими числами.
Цими тестами є:
Дні народження (Birthday spacings)
Вибираються випадкові точки на великому інтервалі. Відстані між точками мають мати Пуассонівський розподіл. Тест названий на честь парадоксу днів народження.
Перестановки що перетинаються (Overlapping Permutations)
Аналізуються послідовності з п'яти випадкових чисел. 120 можливих перестановок мають траплятись з однаковою імовірністю.
Ранги матриць (Ranks of matrices)
Виберіть певне число біт з певного числа випадкових чисел щоб сформувати матрицю з нулів та одиниць, потім обчисліть ранг матриці. Порахуйте ранги.
Мавп'ячі тести (Monkey tests)
Вважайте певні послідовності біт "словами". Порахуйте кількість слів що перетинаються. Кількість слів що не з'явились має задовільняти відомому розподілу. Назва тесту походить від теореми про нескінченну мавпу.
Підрахуйте одинички (Count the 1s)
Підрахуйте кількість одиничних біт в кожному байті. Ці кількості перетворіть в "букви", та порахуйте кількість випадінь п'ятибуквенних "слів".